# Heinrich Ulmann

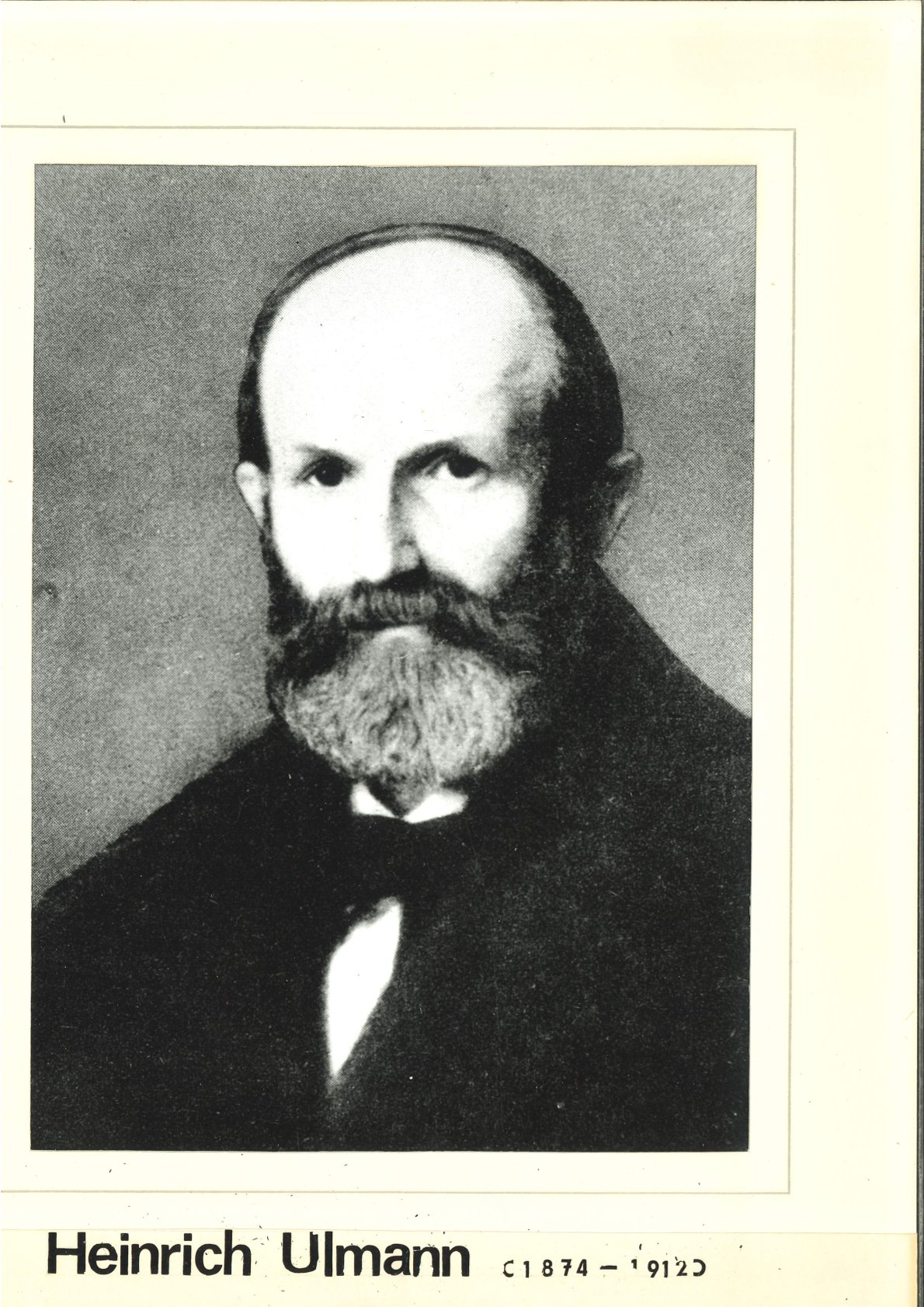
Heinrich Ulmann

Heinrich Ephraim Ulmann (* 24. Februar 1841 in Weimar; † 17. November 1931 in Darmstadt) war ein deutscher Historiker.
Heinrich Ulmann, Sohn des Weimarer Arztes Claudius Ulmann und Enkel des Bankiers Ephraim Ulmann, war ein Schüler von Georg Waitz. Während seines Studiums wurde er 1860 Mitglied der Burschenschaft Germania Jena. Ulmann legte 1867 die Habilitation ab und lehrte von 1870 bis 1874 als Professor für allgemeine Geschichte an der Universität Dorpat. Ab 1874 lehrte Ulmann als ordentlicher Professor der Geschichte an der Universität Greifswald. Er beschäftigte sich mit dem Zeitalter Maximilians I., aber auch mit dem 19. Jahrhundert. Seit 1884 war er korrespondierendes Mitglied der Bayerischen Akademie der Wissenschaften. Nach seiner Emeritierung zog er 1913 mit der Familie nach Darmstadt, wo er die Herausgabe der Denkwürdigkeiten des Politikers Karl du Thil übernahm.
Er heiratete Sophie Henle, eine Tochter Jacob Henles. Diese war als Christin aufgezogen worden, während er jüdischer Abstammung war. Aus der Ehe gingen drei Töchter hervor. Ihre Tochter Marie war die erste Frau des Mediziners Werner Kümmel und die Mutter des Theologen Werner Georg Kümmel. Eine weitere Tochter, Gertrud Ulmann, wurde Malerin und starb im KZ Theresienstadt.

## Werke
- Geschichte der Befreiungskriege 1813 u. 1814. Zwei Bände. R. Oldenbourg, München und Berlin, 1914/15